# Джон Кокеріль (компанія)

Джон Кокеріль і К° (фр. John Cockerill & Cie., з 1842 року — Société anonyme pour l'Exploitation des Etablissements John Cockerill) — колишня бельгійська металургійна і машинобудівна компанія. Заснована 1817 року братами Джоном і Джеймсом Кокеріль у Серен.
З 1825 року єдиним власником компанії став Джон Кокеріль. З 1842 року компанію перетворено на акціонерне товариство з назвою Société anonyme pour l'Exploitation des Etablissements John Cockerill.
У період свого існування компанія була одним з найголовніших європейських виробників чавуну, сталі, металопрокату, зокрема рейок, та товарів важкого машинобудування. Продукція компанії експортувалася до багатьох країн світу.
Наприкінці 19 століття компанія брала участь у будівництві заводів в Україні та на інших територіях Російської імперії.
1955 року компанія об'єдналася з «Угре-Мар'є» з утворенням нової компанії — «Кокеріль-Угре», перетвореною в 1981 році на «Кокеріль-Самбр».

## Історія

### John Cockerill & Cie. 1817—1842

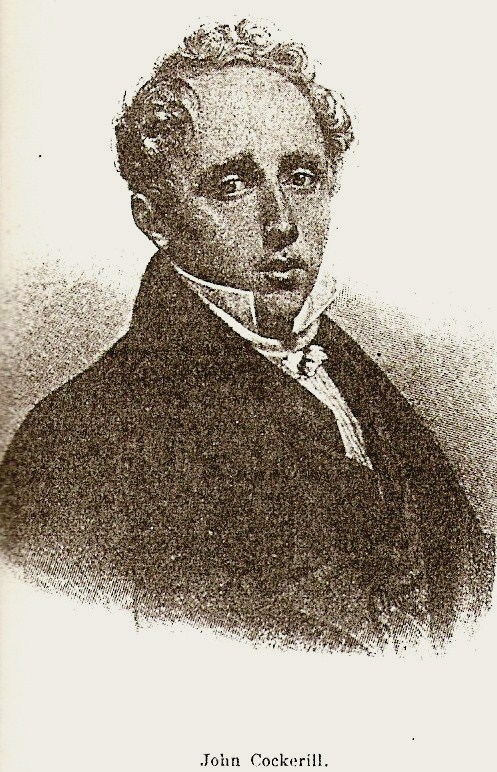
Джон Кокеріль.

1802 року англійський підприємець Вільям Кокеріль (англ. William Cockerill) переїхав з Англії у місто Верв'є, що тоді входило до складу Франції, де почав першим у континентальній Європі впроваджувати механізовані ткацькі мануфактури, що досі існували тільки в Англії. 1807 року два його сини — Джон і Джеймс Кокеріль — заснували в місті Льєж свою власну машинну майстерню. 1813 року їхній батько передав їм і свій бізнес.
1814 року, після входження Фландрії і Валонії до складу Нідерландів, король Нідерландів Віллем I продав братам Кокеріль замок л'єзьких князів-єпископів у Серені, де 25 січня 1817 року почали роботу майстерні братів Кокеріль з виробництва парових машин і ткацького обладнання. Король Нідерландів Віллем І був співзасновником компанії. 1825 року брат Джона продав свою частку в бізнесі королю Нідерландів. З 1825 року компанія отримала назву «John Cockerill & Cie.».

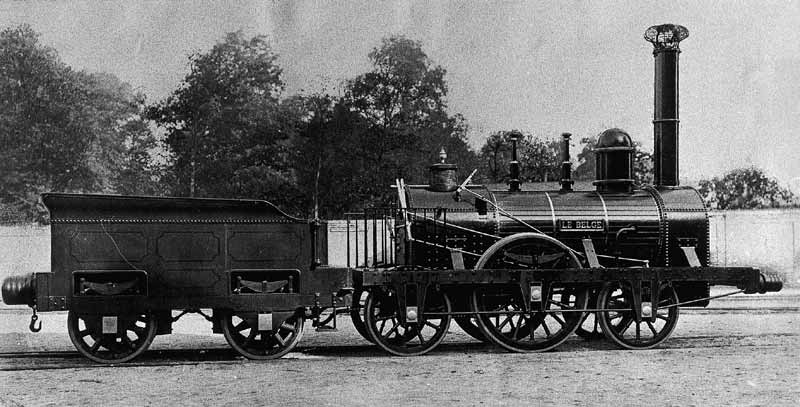
Паровоз «Le Belg» виробництва компанії «Кокеріль» — перший паровоз бельгійського виробництва.

До 1827 року ці майстерні виросли у великий (2500 робітників) завод, що виробляв чавун, сталь, прокат, машинобудівну продукцію, що до того було монополією Англії. Завод випускав рейки і 1835 року компанія «Кокеріль» побудувала перший у Бельгії паровоз — Le Belge. Він був побудований за ліцензією Джорджа Стівенсона.
Після Бельгійської революції 1830 року й утворення незалежної від Нідерландів Бельгії Джон Кокеріль 1835 року став єдиним керівником компанії.
1838 року через конфлікт між Бельгією і Нідерландами бельгійський банк припинив платежі і на початку 1839 року Джон Кокеріль, маючи боргів на 26 млн франків і активів на 15 млн франків, вимушений був почати ліквідацію компанії.
У пошуках прибутків Джон Кокеріль вирушив до Російської імперії з пропозицією будівництва там залізниць. Під час повернення він захворів на тиф і помер у Варшаві 19 червня 1840 року, не залишивши спадкоємців.

### Société anonyme John Cockerill. 1842—1955

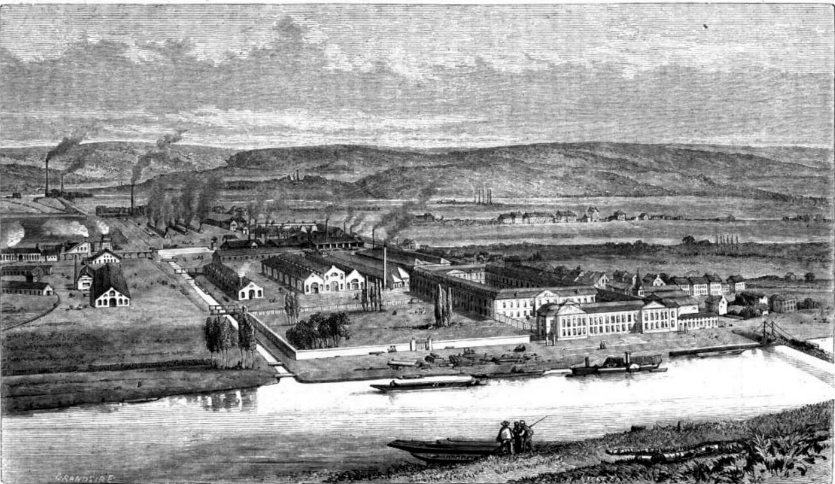
Завод компанії «Кокеріль» у Серені. Малюнок з видання 1864 року.

Після смерті Джона Кокеріля компанія «Кокеріль» перейшла у власність держави і 1842 року була реорганізована на акціонерне товариство під офіційною назвою «Société anonyme pour l'Exploitation des Etablissements John Cockerill» та продовжила розвиватись. 1865 року завод у Серені, коли його відвідала японська делегація, мав площу 192 акри (780000 м²), мала дві вугільних шахти, металургійний завод і машинобудівний завод, де вироблялися котли й паротяги. 1863 року на заводі було побудовано бесемерівський конвертор, що дало змогу отримувати ливарну сталь і збільшити виробництво. Компанія розширила асортимент продукції, почала випускати трансатлантичні кораблі та металоконструкції для мостів.

## «Кокеріль» в Україні та Російській імперії

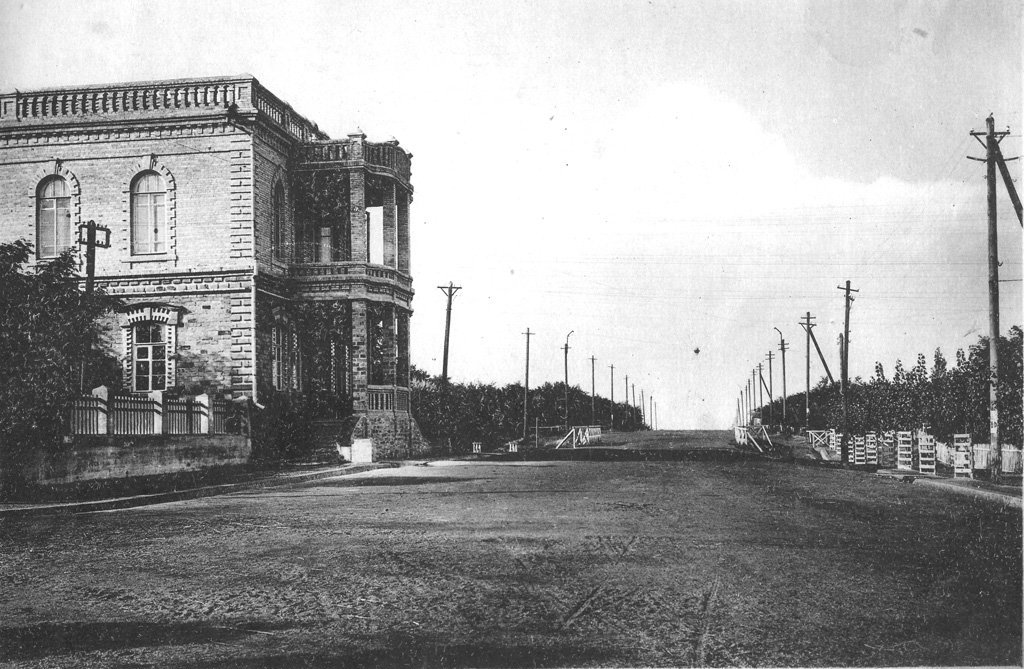
Вулиця Кокеріль у Кадіївці.

Усі сталеві рейки, які були укладені в колії ліній Донецької залізниці до 1 січня 1879 року, були майже виключно іноземного виробництва. Фірма «Кокеріль» була одним з головних постачальників, разом з заводами Англії і Німеччини. [джерело?]
У 1870-х роках на Одеській залізниці був змінений постачальник рейок. Замість чавунних англійських почали купувати залізні зі сталевими накладками рейки на заводі «Кокеріль». У цієї фірми також були придбані вагони.
На першій у Росії Царськосільській залізниці з 1836 року використовувався паровоз «Богатир» виробництва «Кокеріль». Пізніше в Росію також імпортувалися пароплави бельгійської компанії.
18 листопада 1887 року компанія «Кокеріль» поряд з власниками Варшавського сталеливарного заводу, групи Рау і французького «Товариства Криворізьких залізних руд» виступила співзасновником «Південноросійського Дніпровського металургійного товариства» з основним капіталом 5 млн карбованців. Варшавський сталеливарний завод було перенесено у село Кам'янка і засновано Дніпровський металургійний завод у теперішньому Кам'янському. У відсотковому відношенні частка капіталів бельгійських пайщиків становила 40 %.
Засноване братами Шарлем і Густавом Шодуар із Льєжу товариство «Ш. і Г. Шодуар» у 1911 році в Катеринославі ввело в експлуатацію трубопрокатне обладнання, виготовлене в Бельгії фірмою «Кокеріль» для виробництва безшовних труб.
1894 року було засновано Російсько-бельгійське металургійне товариство і компанія «Кокеріль» побудувала Таганрозький металургійний завод.

## Приклади продукції компанії

Продукція компанії Кокеріль
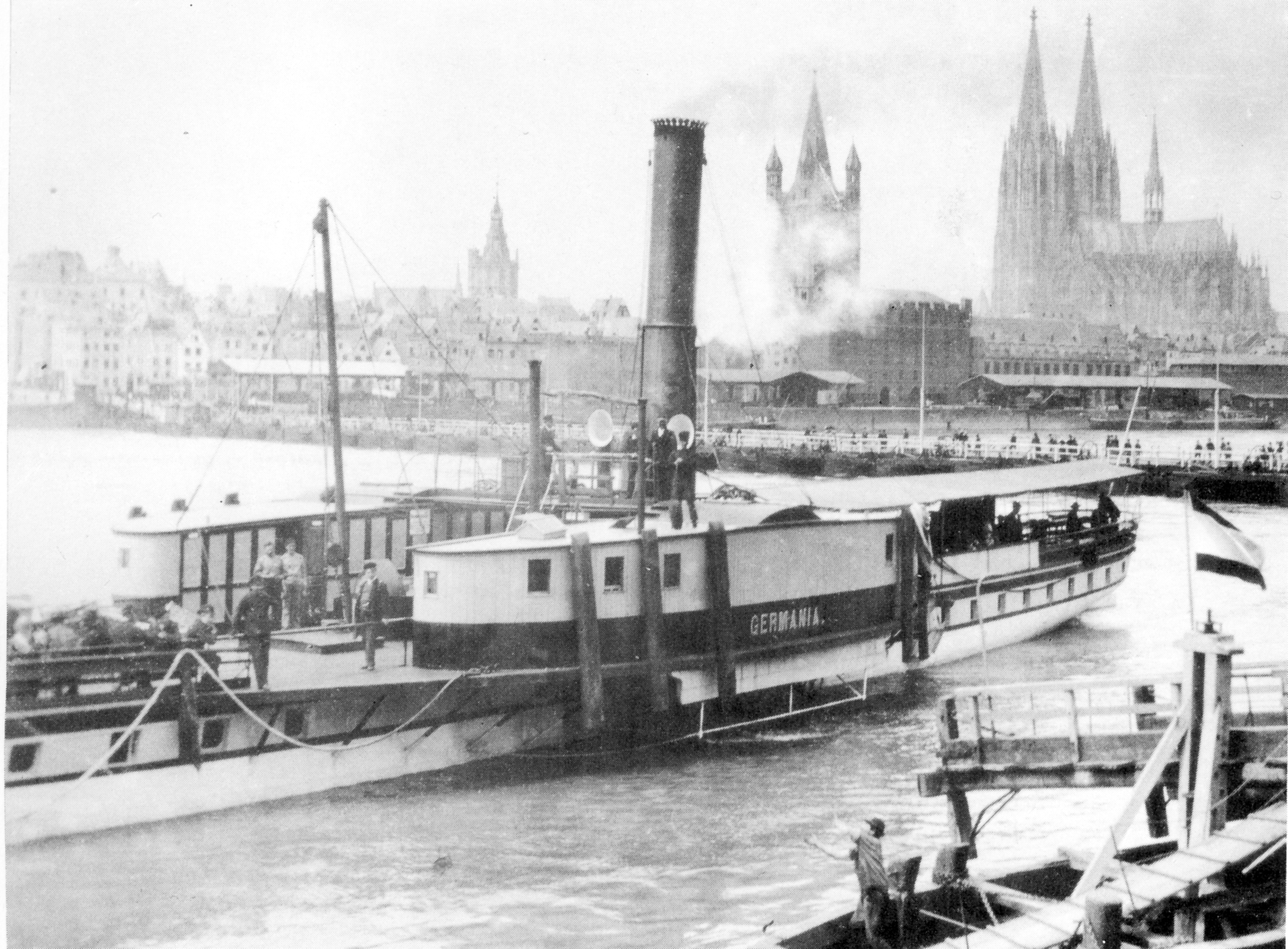
Пароплав "Германія". 1842 рік.
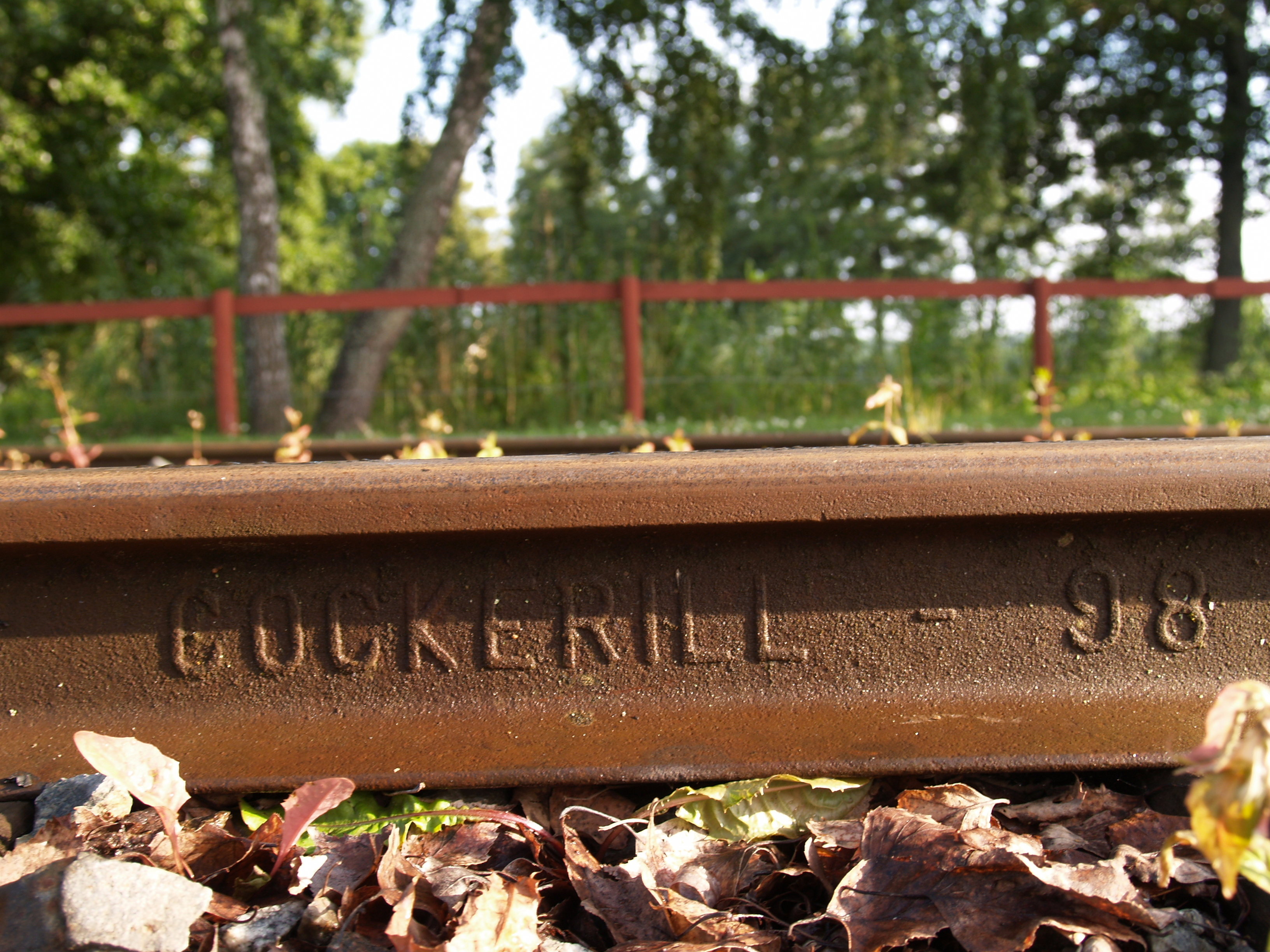
Рейка виробництва 1898 року.
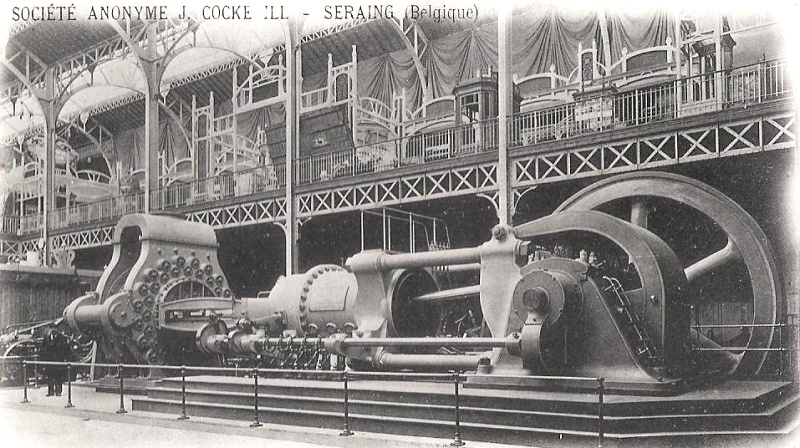
Одноциліндрова повітродувка фірми «Кокеріль» вагою 158 т і потужністю 600 кінських сил на Всесвітній виставці 1900 року в Парижі.
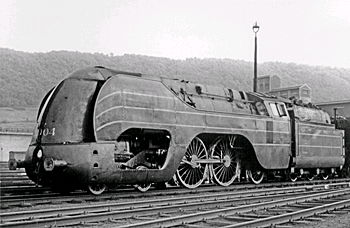
Локомотив SNCB/NMBS Тип 12. 1930 рік.
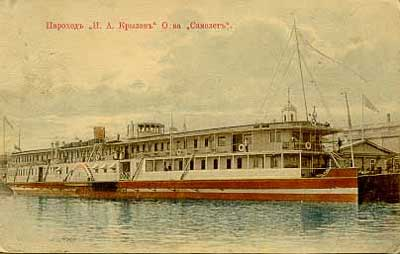
Пароплав "И.А. Крыловъ" російського товариства "Самолетъ". 1908 рік.